# Helen Hayes
Helen Hayes MacArthur, född Brown den 10 oktober 1900 i Washington, D.C., död 17 mars 1993 i Nyack, New York, var en amerikansk skådespelare. Hayes karriär sträckte sig över nästan 80 år och hon fick så småningom smeknamnet "First Lady of American Theatre", då hon räknas som en av de främsta kvinnliga förgrundsgestalterna vid den amerikanska teaterscenen under 1900-talet. Helen Hayes är en av endast 15 personer som har vunnit en Emmy, en Grammy, en Oscar och en Tony Award (EGOT(en)).

## Biografi
Helen Hayes mor var skådespelare och Hayes gjorde scendebut som femåring. Hon framträdde på Broadway första gången som nioåring.
Hayes filmdebuterade som 17-åring i stumfilmen The Weavers of Life (1917). Hayes erhöll en Oscar för sin allra första ljudfilm, Hennes synd (1931). Hon hade sina största framgångar på scen och blev en institution på Broadway, känd som The First Lady of the American Theater. Trots att hon filmade endast sporadiskt, erhöll hon ytterligare en Oscar 1970 för sin roll i filmen Airport – flygplatsen. I slutet av sin karriär porträtterade Hayes Agatha Christies Miss Marple i två TV-filmer.
År 1940 skrev Hayes sina memoarer, Letters to Mary Catherine Hayes Brown med en uppföljare 1969, On Reflection.
Hayes har ett teaterpris, Helen Hayes Award, och en Broadwayteater, Helen Hayes Theatre, uppkallade efter sig (en annan teater, tidigare känd som Fulton Theatre, hade också namnet Helen Hayes Theatre från 1955 tills den revs 1982).

## Filmografi i urval
- 1917 – The Weavers of Life
- 1931 – Hennes synd
- 1931 – Arrowsmith
- 1932 – Farväl till vapnen
- 1932 – I drakens tecken
- 1933 – Vita systern
- 1933 – Another Language
- 1933 – Nattflyg
- 1934 – What Every Woman Knows
- 1943 – Den stora stjärnparaden
- 1952 – My Son John
- 1956 – Anastasia
- 1967 – Tarzan (TV-serie)
- 1969 – Arsenic and Old Lace (TV-film)
- 1970 – Airport – flygplatsen
- 1972 – Here's Lucy (TV-serie)
- 1972 – Ghost Story (TV-serie)
- 1973–1974 – The Snoop Sisters (TV-serie)
- 1974 – Full speed igen, Herbie
- 1975 – Hawaii Five-O (TV-serie)
- 1975 – En av våra dinosaurier saknas
- 1976 – Slaget om Entebbe (TV-film)
- 1977 – Jakten efter guldskatten
- 1980 – Kärlek ombord (TV-serie)
- 1982 – Mord är lätt (TV-film)
- 1983 – A Caribbean Mystery (som Miss Marple; TV-film)
- 1984 – Highway to Heaven (TV-serie)
- 1985 – Trick med speglar (som Miss Marple; TV-film)

## Teater

### Roller
| År   | Roll        | Produktion                         | Regi           | Teater                             |
| ---- | ----------- | ---------------------------------- | -------------- | ---------------------------------- |
| 1946 | Addie       | Happy Birthday Anita Loos          | Joshua Logan   | Broadhurst Theatre, New York, USA  |
| 1958 | Nora Melody | A Touch of the Poet Eugene O'Neill | Harold Clurman | Helen Hayes Theatre, New York, USA |